# NBA 2K (serie)
NBA 2K è una serie di videogiochi del genere sportivi sviluppati e prodotti della 2K Sports. È stato il diretto concorrente di NBA Live, sviluppato da EA Sports.
Come il titolo suggerisce, sono videogiochi dedicati al basket e più precisamente alla NBA, il massimo campionato di basket statunitense.
I giochi permettono di svolgere singole partite, playoff, intere stagioni, effettuare allenamenti o giocare all'All-Star Game.
Nelle ultime versioni è anche disponibile la funzione Associazione nella quale è possibile mettersi nei panni di un allenatore di basket; giocando partite e gestendo i rapporti con lo staff e i giocatori.
Infine è anche possibile creare un giocatore e farlo giocare in una squadra, ma anche modificarne altri già esistenti cambiandoli nella fisionomia e nel modo di vestirsi.

## Versioni della serie
| Titolo   | Anno | Piattaforme                                                                                               |
| -------- | ---- | --- |
| NBA 2K   | 1999 | Sega Dreamcast                                                                                            |
| NBA 2K1  | 2000 | Sega Dreamcast                                                                                            |
| NBA 2K2  | 2001 | Sega Dreamcast, Nintendo Game Cube, PlayStation 2, Xbox                                                   |
| NBA 2K3  | 2002 | Nintendo GameCube, PlayStation 2, Xbox                                                                    |
| NBA 2K4  | 2003 | PlayStation 2, Xbox                                                                                       |
| NBA 2K5  | 2004 | PlayStation 2, Xbox                                                                                       |
| NBA 2K6  | 2005 | PlayStation 2, Xbox, Xbox 360                                                                             |
| NBA 2K7  | 2006 | PlayStation 2, PlayStation 3, Xbox, Xbox 360                                                              |
| NBA 2K8  | 2007 | PlayStation 2, PlayStation 3, Xbox 360                                                                    |
| NBA 2K9  | 2008 | Microsoft Windows, PlayStation 2, PlayStation 3, Xbox 360                                                 |
| NBA 2K10 | 2009 | Microsoft Windows, PlayStation 2, PlayStation 3, PlayStation Portable, Xbox 360, Wii                      |
| NBA 2K11 | 2010 | Microsoft Windows, PlayStation 2, PlayStation 3, PlayStation Portable, Xbox 360, Wii                      |
| NBA 2K12 | 2011 | Microsoft Windows, PlayStation 2, PlayStation 3, PlayStation Portable, Xbox 360, Wii                      |
| NBA 2K13 | 2012 | Microsoft Windows, PlayStation 3, Xbox 360, Wii, Wii U                                                    |
| NBA 2K14 | 2013 | Microsoft Windows, PlayStation 3, Xbox 360, Xbox One, PlayStation 4                                       |
| NBA 2K15 | 2014 | Microsoft Windows, PlayStation 3, Xbox 360, Xbox One, PlayStation 4                                       |
| NBA 2K16 | 2015 | Microsoft Windows, PlayStation 3, Xbox 360, Xbox One, PlayStation 4                                       |
| NBA 2K17 | 2016 | Microsoft Windows, PlayStation 3, Xbox 360, Xbox One, PlayStation 4                                       |
| NBA 2K18 | 2017 | Microsoft Windows, PlayStation 3, Xbox 360, Xbox One, PlayStation 4, Nintendo Switch                      |
| NBA 2K19 | 2018 | Microsoft Windows, PlayStation 4, Xbox One, Nintendo Switch                                               |
| NBA 2K20 | 2019 | Microsoft Windows, Xbox One, PlayStation 4, Nintendo Switch                                               |
| NBA 2K21 | 2020 | Microsoft Windows, Xbox Series X/S, Xbox One, PlayStation 5, PlayStation 4, Nintendo Switch               |
| NBA 2K22 | 2021 | Microsoft Windows, Xbox Series X/S, Xbox One, PlayStation 5, PlayStation 4, Nintendo Switch               |
| NBA 2K23 | 2022 | Microsoft Windows, Xbox Series X/S, Xbox One, PlayStation 5, PlayStation 4, Nintendo Switch               |
| NBA 2K24 | 2023 | Microsoft Windows, Xbox Series X/S, Xbox One, PlayStation 5, PlayStation 4, Nintendo Switch, Apple Arcade |
| NBA 2K25 | 2024 | Microsoft Windows, Xbox Series X/S, Xbox One, PlayStation 5, PlayStation 4, Nintendo Switch, Apple Arcade |

## Accoglienza
La serie NBA 2K ha ottenuto un successo commerciale e critico costante. Gli elementi della serie che vengono spesso elogiati includono la sua presentazione, in particolare il commento, l'attenzione ai dettagli e la colonna sonora, l'abbondanza di contenuti, il gameplay generale e la coerenza in termini di pubblicazioni annuali senza drastici cali di qualità. Negli ultimi anni, la serie è stata vista da alcuni critici come superiore ad altri giochi di basket, in particolare rispetto alla serie NBA Live di EA Sports.